# Trichoferus ivoi
Trichoferus ivoi là một loài bọ cánh cứng trong họ Cerambycidae.